# مهاجران (فیلم ۱۹۴۸)
«مهاجران» (ایتالیایی: Emigrantes) فیلمی در ژانر درام به کارگردانی آلدو فابریتسی است که در سال ۱۹۴۸ منتشر شد. از بازیگران آن می‌توان به آلدو فابریتسی و آدولفو چلی اشاره کرد.